# Rhamphomyia parva
Rhamphomyia parva är en tvåvingeart som beskrevs av Daniel William Coquillett 1895. Rhamphomyia parva ingår i släktet Rhamphomyia och familjen dansflugor. Inga underarter finns listade i Catalogue of Life.